# آی‌تی‌ان
آی‌تی‌ان (انگلیسی: ITN) شرکت رسانه‌ای بریتانیایی است، که در سال ۱۹۵۵ تأسیس شد.